# Ilex ambigua
Ilex ambigua là một loài thực vật có hoa trong họ Aquifoliaceae. Loài này được (Michx.) Torr. mô tả khoa học đầu tiên năm 1843.

## Hình ảnh

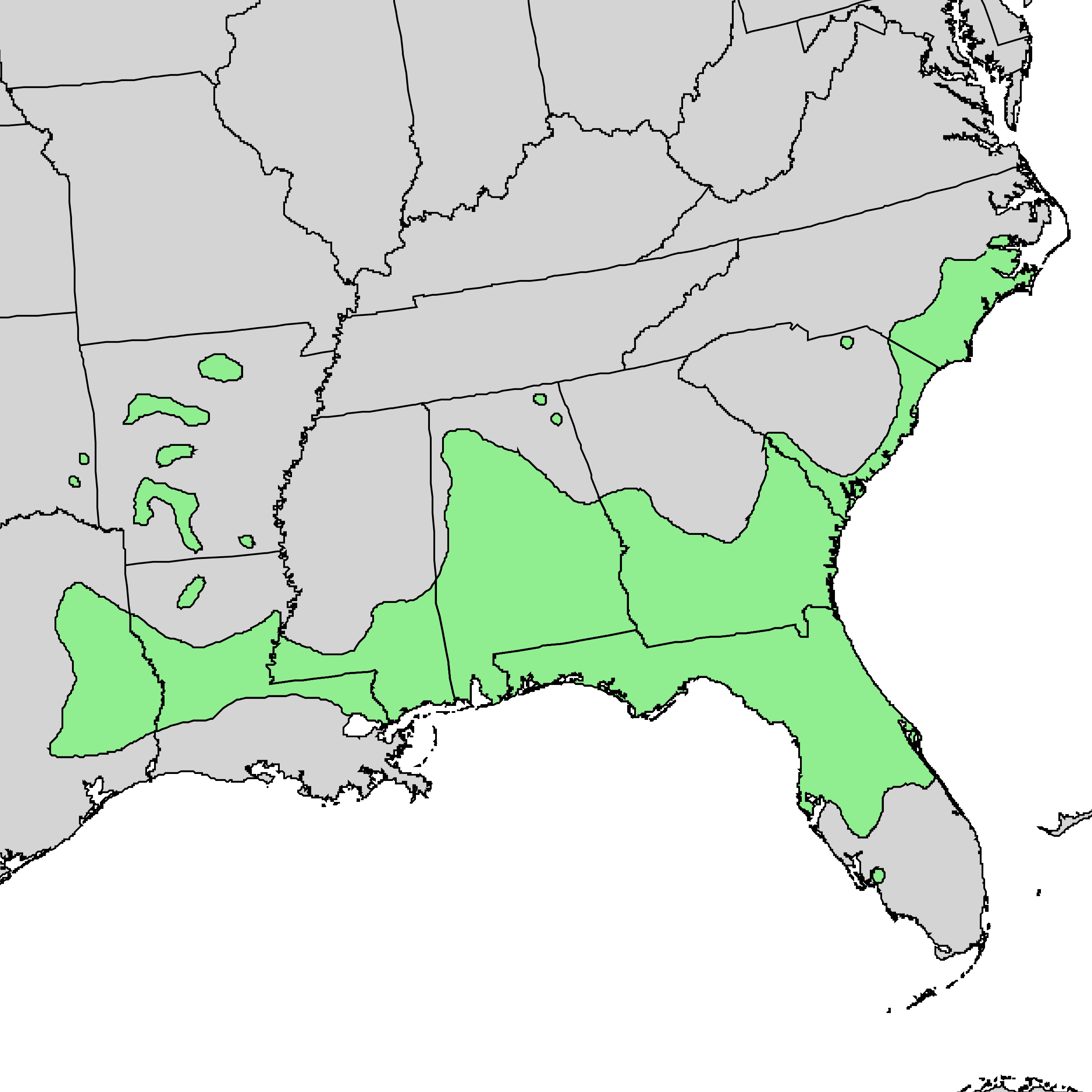